# D軌域
|  |  |  |  |  |
|  |  |  |  |  |
|  |  |  |  |  |
|  |  |  |  |  |

在化學與原子物理學中，d軌域（英語：d orbital）是一種原子軌域，其角量子數為2，磁量子數可以為0、±1、±2，且每個殼層裡有五個d軌域，共可容下10個電子。
d軌域是很常見的軌域，大部分的過渡金屬的價軌域都是d軌域，在同一個主量子數中，d軌域是能量第三低的軌域，比s軌域與p軌域來的高，由於能階交錯，若以週期的角度來看，第4、5週期中，在價殼層中的d軌域能量很低，僅次於同一個價殼層中的s軌域。但第六週期出現能量更低的f軌域。
另外，d軌域可以和s軌域與p軌域發生混成形成dsp混成軌域。

## 命名
d軌域的「d」是「diffused」，其為「漫系光譜」之意。

## 結構

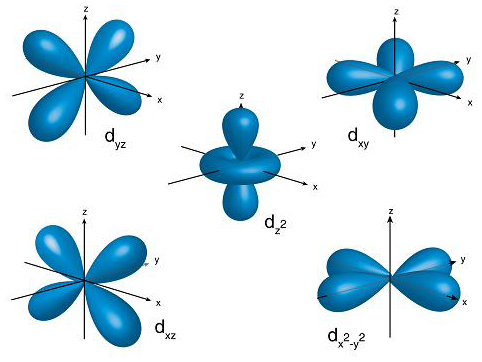
五種d軌域的形狀，除了dz^{2}之外，其他四個形狀相同，只是方向不同

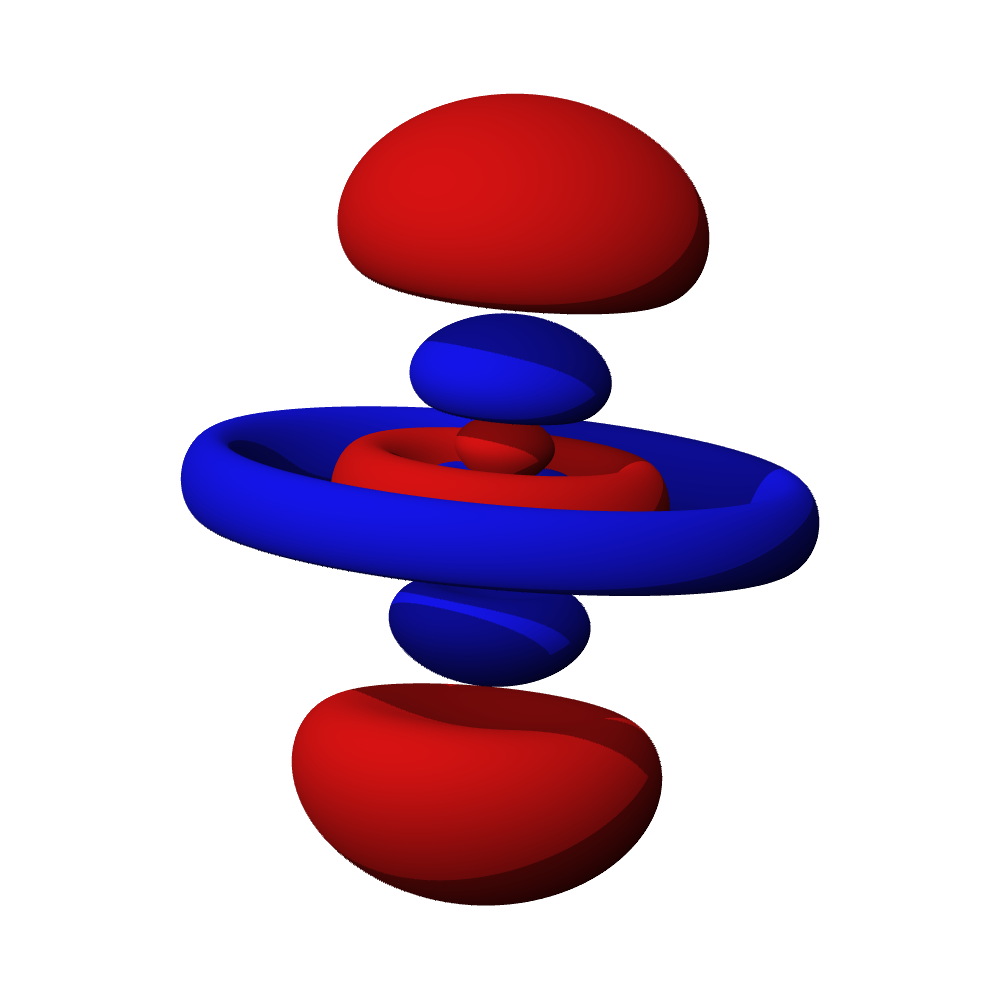
5d軌域模型，紅色和藍色中間空隙則為波節

d軌域從主量子數n=3開始出現，最小的d軌域是3d軌域，也就是說1d、2d軌域不存在，當角量子數為2時，其軌域為d軌域，主量子數不可小於三，對應於五個磁量子數2、1、0、-1、-2，在3d軌域中，有五個能量相同的3d軌域，同樣的，主量子數為4以上時也有五個4d軌域，因此，每個殼層都有五個d軌域，它們分別為dz2、dx2-y2、dxy、dyz、dxz，但是沒有dx2、dy2、dy2-z2、dx2-z2。在存在的五個d軌域（dz2、dx2-y2、dxy、dyz、dxz）中，有四個形狀相同，分別為：dx2-y2、dxy、dyz、dxz但方向不同，而dz2是五個d軌域中形狀與眾不同的一個，儘管如此，dz2軌域仍具有和dx2-y2、dxy、dyz及dxz相同之能量。
4d、5d、6d軌域可視為性質與3d軌域相似，只是大小比較大，其與p軌域類似，也有「正負性」，這些「正負性」變化在原子軌域彼此形成化學鍵時非常重要。
d軌域一樣有波節面，類似於p軌域的形式，但dz2軌域中間的部分較特別，是一個環狀結構像外的波，但電子出現概率和s軌域相反，例如4dz2軌域的中間部分：在靠近原子核之處電子出現概率幾乎是0，然後開始增加，出現一個較高電子出現概率的環狀區域，但繼續向外看之後，隨即降為0，接著又增加，出現一個更大的較高電子出現概率的環狀區域，然後在距離原子核甚遠的地方又為0，而上下的雙啞鈴形的結構則與p軌域相同。

## 電子波
5個d軌域的角量子數ℓ=2。角部分的d軌道經常會表示為：
{\displaystyle \psi _{n2c}(\mathbf {r} )=R_{n2}(r)X_{2c}(\mathbf {r} )}
的d軌道角部分的三次諧波為{\displaystyle X_{2c}(\mathbf {r} )}
{\displaystyle d_{z^{2}}=N_{2}^{c}{\frac {3z^{2}-r^{2}}{2r^{2}{\sqrt {3}}}}=Y_{2}^{0}}
{\displaystyle d_{xz}=N_{2}^{c}{\frac {xz}{r^{2}}}=-{\frac {1}{\sqrt {2}}}\left(Y_{2}^{1}-Y_{2}^{-1}\right)}
{\displaystyle d_{yz}=N_{2}^{c}{\frac {yz}{r^{2}}}={\frac {i}{\sqrt {2}}}\left(Y_{2}^{1}+Y_{2}^{-1}\right)}
{\displaystyle d_{xy}=N_{2}^{c}{\frac {xy}{r^{2}}}=-{\frac {i}{\sqrt {2}}}\left(Y_{2}^{2}-Y_{2}^{-2}\right)}
{\displaystyle d_{x^{2}-y^{2}}=N_{2}^{c}{\frac {x^{2}-y^{2}}{2r^{2}}}={\frac {1}{\sqrt {2}}}\left(Y_{2}^{2}+Y_{2}^{-2}\right)}
和
{\displaystyle N_{2}^{c}=\left({\frac {15}{4\pi }}\right)^{1/2}}
| dz2 | dxz | dyz | dxy | dx2-y2 |
| --- | --- | --- | --- | ------ |
|     |     |     |     |        |

## 能階交錯
d軌域有能階交錯現象。例如，3d的能量似乎應該低於4s，而實際上E3d＞E4s。按能量最低原理，電子在進入核外電子層時，不是排完3p就排3d，而是先排4s，排完4s才排3d。

## 性質
d軌域在半填滿和全填滿時較穩定，因此，許多過渡金屬傾向於失去d軌域的電子直到其成為半填滿為止，如鐵，原價電子組態為3d64s2，失去s軌域後還會再放出1個d軌域電子，使其成為Fe3+，組態為：3d5，此時d軌域半填滿，因此Fe3+較穩定，這也是為何Fe2+離子傾向於變成Fe3+離子的原因。

## 週期表
在周期表中，過渡金屬的價軌域是d軌域，除了內過渡金屬，另外，除了前三周期之外，大部分的非金屬的價殼層之d軌域是填滿的。

## d區元素
d區元素是指元素週期表中3族至12族的元素。這些元素其新增加的電子皆填入d軌域，故稱該區塊為d區。這些元素又被稱作過渡金屬。週期表中從第4週期開始的每個週期都各有10個d區元素。

### 引用
1. ↑  . 化学键的共价键理论：现代价键理论. 彭军.   [2012-01-28]. （原始内容存档于2015-04-02） （中文）.
2. ↑  . Chemical Bonding: Multiple bonds, d orbitals.   [2012-01-28]. （原始内容存档于2012-01-18） （英语）.

### 书籍
- 曾國輝《原子結構》建宏出版社 台北市 1999 ISBN 957-724-801-2